# Katharina Schlothauer

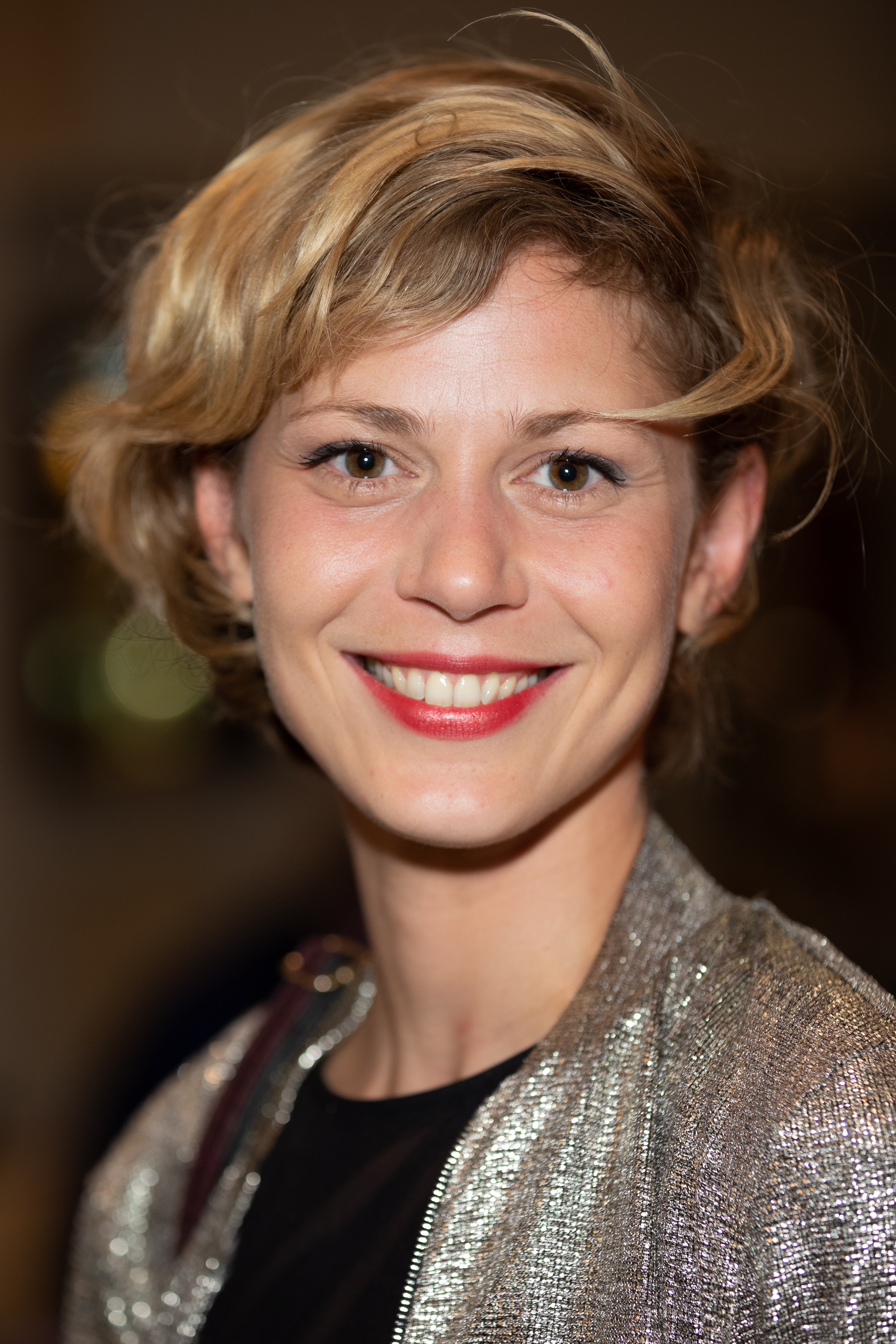
Katharina Schlothauer (2019)

Katharina Schlothauer (* 1985 in Berlin) ist eine deutsche Schauspielerin.

## Werdegang
Schlothauer legte ihr Abitur an der Johann-Gottfried-Herder-Oberschule in Berlin-Lichtenberg ab. Nach ersten Erfahrungen an der Volksbühne Berlin unter der Regie von Christoph Schlingensief folgten Arbeiten in Afrika (in Namibia, Film African Twintowers, erneut unter Schlingensief) und Chile, wo sie die Gründung eines Kindertheaterprojektes begleitete und bei Luis Poirot Fotografie lernte. Es folgten ein Schauspiel-Studium an der Hochschule für Musik und Theater „Felix Mendelssohn Bartholdy“ Leipzig (2008–2012) sowie Arbeiten am Schauspiel Chemnitz (ab 2010/2011), wo sie unter anderem mitwirkte an den Aufführungen von Wolken.Heim, Lohnarbeit und Liebesleid, Aschenbrödel, Die Dreigroschenoper und Arturo Ui. Weiterhin in Chemnitz trat sie mit einer eigenen Performance an Schulen auf im Rahmen von Projekten gegen Rechtsextremismus. Von 2012 bis 2014 war sie Mitglied des Schauspieler-Ensembles am Theater Magdeburg.
Im November 2014 wurde sie einem größeren Publikum in der Hauptrolle des ZDF-Zweiteilers Dina Foxx – Tödlicher Kontakt bekannt.
Schlothauer beteiligte sich im April 2021 zusammen mit 50 weiteren Schauspielern an der kontroversen Video-Aktion #allesdichtmachen. Ihr Beitrag „Dankbaratmung“ wurde teilweise scharf kritisiert, auch von medizinischem Personal. Schlothauer distanzierte sich daraufhin von ihrem Video.

## Filmografie (Auswahl)
- 2007: Gelegenheitsjäger (Kurzfilm)
- 2009: 2 Töchter (Kurzfilm)
- 2011: Zwielicht (Kurzfilm)
- 2011: Käthe Kruse (Fernsehfilm)
- 2012: Say Goodbye To The Story (ATT 1/11) (Kurzfilm)
- 2012: Akte Ex (Fernsehserie, 1 Folge)
- 2013: König von Deutschland (Kinofilm)
- 2014: Männer! – Alles auf Anfang (Fernsehserie, 2 Folgen)
- 2014: Dina Foxx – Tödlicher Kontakt (Fernsehfilm)
- 2015: Der Kriminalist, (Fernsehserie, Folge Der Hacker)
- 2015: Homeland, (Fernsehserie, 2 Folgen)
- 2016: Gut zu Vögeln (Kinofilm)
- 2016: SOKO Leipzig (Fernsehserie, 1 Folge)
- 2016: Die Geschwister (Kinofilm, ohne Nennung)
- 2017: SOKO Köln (Fernsehserie, 1 Folge)
- 2017: Lule Liebe Lila (Kurzfilm)
- 2017, 2021: Der Bergdoktor (Fernsehserie, Folgen Fremdes Herz, Bittere Tränen)
- 2017: Notruf Hafenkante (Fernsehserie, Folge Weggesperrt)
- 2017: Lucky Loser – Ein Sommer in der Bredouille (Kinofilm)
- 2017: Alarm für Cobra 11 – Die Autobahnpolizei (Fernsehserie, Folge Road Trip)
- 2018: Chaos-Queens – Lügen, die von Herzen kommen (Fernsehserie, 1 Folge)
- 2018: Die Protokollantin (Fernsehserie)
- 2018: Helen Dorn (Fernsehreihe, Folge Prager Botschaft)
- 2018: Milk & Honey (Fernsehserie)
- 2018: Tatort (Fernsehreihe, Folge Murot und das Murmeltier)
- 2019: Kühn hat zu tun
- 2019: So weit das Meer (TV Krimidrama)
- 2019: SOKO Hamburg (Fernsehserie, Folge Wolf im Schafspelz)
- 2019: Mörderische Tage – Julia Durant ermittelt (Fernsehreihe)
- 2020: Das Institut – Oase des Scheiterns (Fernsehserie, Folge Deutsche Neue Welle)
- 2020: Tatort: Krieg im Kopf
- 2020: Das Mädchen am Strand (5. und 6. Episode aus der Fernsehfilmreihe Nordholm)
- seit 2020: Anna und ihr Untermieter (Fernsehreihe)
  - 2020: Aller Anfang ist schwer
  - 2022: Dicke Luft
  - 2023: Wenn du träumst von der Liebe
  - 2025: Plötzlich Schwiegermutter
- 2021: Ferdinand von Schirach: Feinde (Fernsehfilm)
- 2021: Julia muss sterben (Fernsehfilm)
- 2021: Der Flensburg-Krimi: Der Tote am Strand
- 2022: Das Quartett: Dunkle Helden (Fernsehreihe)
- 2022: In falschen Händen (Fernsehfilm)
- 2022: Tatort: Mord unter Misteln
- 2023: Mo Wagner – Die Spur der Bilder (TV-Film)
- 2023: Der Flensburg-Krimi: Wechselspiele
- 2024: Informant – Angst über der Stadt (Fernsehserie, ARD)
- 2024: Tod in Mombasa (TV-Film)

## Theater (Auswahl)
- 2005: Volksbühne Berlin, Kunst und Gemüse, Katharina Wagner; Regie: Christoph Schlingensief
- 2010: Sommertheater Leipzig, Dame Kobold, Clara, Regie: Anne Gummich
- 2010: Schauspiel Chemnitz, Wolken.Heim, RAF Frau, Regie: Dieter Boyer
- 2010: Schauspiel Chemnitz, Lohnarbeit und Liebesleid, Stimme/Frisöse, Regie: Alexandra Wilke
- 2011: Schauspiel Chemnitz, Wie Helden leben, Krimhild, Regie: Uli Jäckle
- 2011: Schauspiel Chemnitz, Arturo Ui, Händlerin, Regie: Markus Bothe
- 2011: Schauspiel Chemnitz, Die Dreigroschenoper, Dolly, Regie: Philip Tiedemann
- 2012: Theater Magdeburg, Kabale und Liebe, Luise, Regie: Jan Jochimsky
- 2012: Theater Magdeburg, Die Kunst des negativen Denkens, Marte, Regie: Jan Jochymski
- 2013: Theater Magdeburg, Die Fraktion, Elena Polyaka, Regie: Enrico Stolzenburg
- 2014: Theater Magdeburg, Die heilige Johanna der Schlachthöfe, Slift, Regie: Martin Nimz
- 2014: Theater Magdeburg, Endstation Sehnsucht, Stella, Regie: Sascha Hawemann
- 2017: Schlosspark Theater Berlin, Minna von Barnhelm, Minna, Regie: Thomas Schendel